# Tour de Prince Edward Island
Il Tour de Prince Edward Island (it Giro dell'Isola del Principe Edoardo), anche conosciuto come Tour de Pei, era una corsa a tappe femminile di ciclismo su strada che si tenne sull'Isola del Principe Edoardo, in Canada, dal 2007 al giugno 2009. Faceva parte del Calendario internazionale femminile UCI classe 2.2.

## Albo d'oro
Aggiornato all'edizione 2009.
| Anno | Vincitrice    | Seconda          | Terza                 |
| ---- | ------------- | ---------------- | --------------------- |
| 2007 | Diana Žiliūtė | Olivia Gollan    | Aleksandra Burčenkova |
| 2008 | Kori Seehafer | Nathalie Bates   | Trine Schmidt         |
| 2009 | Tara Whitten  | Bridie O'Donnell | Moriah Jo Macgregor   |